# Fußball-Asienmeisterschaft 2007/Gruppe B
| Pl. | Land                         | Sp. | S | U | N | Tore    | Diff. | Punkte |
| --- | ---------------------------- | --- | - | - | - | ------- | ----- | ------ |
| 1.  | Japan                        | 3   | 2 | 1 | 0 | 008:300 | +5    | 07     |
| 2.  | Vietnam                      | 3   | 1 | 1 | 1 | 004:500 | −1    | 04     |
| 3.  | Vereinigte Arabische Emirate | 3   | 1 | 0 | 2 | 003:600 | −3    | 03     |
| 4.  | Katar                        | 3   | 0 | 2 | 1 | 003:400 | −1    | 02     |

Dieser Artikel behandelt die Gruppe B der Fußball-Asienmeisterschaft 2007:

## Vietnam – Vereinigte Arabische Emirate 2:0 (0:0)
| Vietnam                                                                       | Vietnam | Vereinigte Arabische Emirate | Vereinigte Arabische Emirate |
| ----------------------------------------------------------------------------- | --- | --- | ---------------------------- |
| Vietnam                                                                       | \| 1. Spieltag \| \| 8. Juli 2007 um 19:35 Uhr (14:35 Uhr MESZ) in Hanoi (Mỹ-Đình-Nationalstadion) \| \| Zuschauer: 39.450 \| \| Schiedsrichter: Talaat Najm ( Libanon) \| \| Spielbericht \|                                                                                            | \| 1. Spieltag \| \| 8. Juli 2007 um 19:35 Uhr (14:35 Uhr MESZ) in Hanoi (Mỹ-Đình-Nationalstadion) \| \| Zuschauer: 39.450 \| \| Schiedsrichter: Talaat Najm ( Libanon) \| \| Spielbericht \|                                                                   | Vereinigte Arabische Emirate |
| Vietnam                                                                       | Dương Hồng Sơn – Phùng Văn Nhiên, Nguyễn Huy Hoàng, Vũ Như Thành, Huỳnh Quang Thanh – Nguyễn Minh Phương (77. Nguyễn Minh Chuyên), Lê Tấn Tài, Nguyễn Vũ Phong, Phan Văn Tài Em – Lê Công Vinh (90.+5’ Nguyễn Phúc Hiệp), Phan Thanh Bình (84. Nguyễn Anh Đức) Cheftrainer: Alfred Riedl | Majed Naser – Rashid Abdulrahman al-Hawsani, Haider Alo Ali, Basheer Saeed, Youssef Jabber – Abdulraheem Jumaa , Ahmed Mubarak (70. Khalid Darwish), Hilal Saeed (80. Amir Murbarek) – Ismail Matar, Faisal Khalil, Mohammad al-Shehhi Cheftrainer: Bruno Metsu | Vereinigte Arabische Emirate |
| Vietnam                                                                       | 1:0 Huỳnh Quang Thanh (64.) 2:0 Lê Công Vinh (73.) | | Vereinigte Arabische Emirate |
| Vietnam                                                                       | Phan Thanh Bình (25.), Vũ Như Thành (33.), Huỳnh Quang Thanh (58.), Nguyễn Huy Hoàng (78.), Nguyễn Vũ Phong (88.) | Alo Ali (45.+1’), Abdulraheem Jumaa (59.), Majed Naser (63.), Basheer Saeed (90.+3’) | Vereinigte Arabische Emirate |
| 1. Spieltag                                                                   | | |                              |
| 8. Juli 2007 um 19:35 Uhr (14:35 Uhr MESZ) in Hanoi (Mỹ-Đình-Nationalstadion) | | |                              |
| Zuschauer: 39.450                                                             | | |                              |
| Schiedsrichter: Talaat Najm ( Libanon)                                        | | |                              |
| Spielbericht                                                                  | | |                              |

## Japan – Katar 1:1 (0:0)
| Japan                                                                         | Japan | Katar | Katar |
| ----------------------------------------------------------------------------- | --- | --- | ----- |
| Japan                                                                         | \| 1. Spieltag \| \| 9. Juli 2007 um 17:20 Uhr (12:20 Uhr MESZ) in Hanoi (Mỹ-Đình-Nationalstadion) \| \| Zuschauer: 5.000 \| \| Schiedsrichter: Matthew Breeze ( Australien) \| \| Spielbericht \|                                                 | \| 1. Spieltag \| \| 9. Juli 2007 um 17:20 Uhr (12:20 Uhr MESZ) in Hanoi (Mỹ-Đình-Nationalstadion) \| \| Zuschauer: 5.000 \| \| Schiedsrichter: Matthew Breeze ( Australien) \| \| Spielbericht \|                                                                        | Katar |
| Japan                                                                         | Yoshikatsu Kawaguchi – Akira Kaji, Yūji Nakazawa – Yasuyuki Konno, Yūki Abe, Yasuhito Endō, Satoru Yamagishi (74. Naotake Hanyu), Shunsuke Nakamura, Keita Suzuki, Kengo Nakamura (81. Hideo Hashimoto) – Naohiro Takahara Cheftrainer: Ivica Osim | Mohamed Saqr – Mesaad al-Hamad (46. Majdi Siddiq), Meshal Mubarak, Saad al-Shammari , Mostafa Abdulla, Abdullah Koni – Talal al-Bloushi, Wesam Rizik (75. Magid Mohamed) – Hussein Yasser, Waleed Jassem (66. Adel Lamy), Sebastián Soria Cheftrainer: Džemaludin Mušović | Katar |
| Japan                                                                         | 1:0 Naohiro Takahara (60.) | 1:1 Sebastián Soria (88.) | Katar |
| Japan                                                                         | Yūki Abe (87.) | Mesaad al-Hamad (20.), Saad al-Shammari (49.) | Katar |
| Japan                                                                         | Hussein Yasser (90.+2’) | | Katar |
| 1. Spieltag                                                                   | | |       |
| 9. Juli 2007 um 17:20 Uhr (12:20 Uhr MESZ) in Hanoi (Mỹ-Đình-Nationalstadion) | | |       |
| Zuschauer: 5.000                                                              | | |       |
| Schiedsrichter: Matthew Breeze ( Australien)                                  | | |       |
| Spielbericht                                                                  | | |       |

## Katar – Vietnam 1:1 (0:1)
| Katar                                                                          | Katar | Vietnam | Vietnam |
| ------------------------------------------------------------------------------ | --- | --- | ------- |
| Katar                                                                          | \| 2. Spieltag \| \| 12. Juli 2007 um 19:35 Uhr (14:35 Uhr MESZ) in Hanoi (Mỹ-Đình-Nationalstadion) \| \| Zuschauer: 40.000 \| \| Schiedsrichter: Masoud Moradi ( Iran) \| \| Spielbericht \|                                                                               | \| 2. Spieltag \| \| 12. Juli 2007 um 19:35 Uhr (14:35 Uhr MESZ) in Hanoi (Mỹ-Đình-Nationalstadion) \| \| Zuschauer: 40.000 \| \| Schiedsrichter: Masoud Moradi ( Iran) \| \| Spielbericht \|                                                                                           | Vietnam |
| Katar                                                                          | Mohamed Saqr – Meshal Mubarak, Saad al-Shammari , Mostafa Abdulla, Abdullah Koni – Talal al-Bloushi, Wesam Rizik, Magid Mohamed (78. Majdi Siddiq), Waleed Jassem (58. Sayed Ali Bechir), Adel Lamy (73. Ali Hassan Afeef), Sebastián Soria Cheftrainer: Džemaludin Mušović | Dương Hồng Sơn – Phùng Văn Nhiên, Nguyễn Huy Hoàng, Vũ Như Thành (55. Phạm Hùng Dũng), Huỳnh Quang Thanh – Nguyễn Minh Phương , Lê Tấn Tài, Nguyễn Vũ Phong, Phan Văn Tài Em (82. Nguyễn Minh Chuyên) – Lê Công Vinh, Phan Thanh Bình (90.+4’ Nguyễn Anh Đức) Cheftrainer: Alfred Riedl | Vietnam |
| Katar                                                                          | 1:1 Sebastián Soria (79.) | 0:1 Phan Thanh Bình (32.) | Vietnam |
| Katar                                                                          | Talal al-Bloushi (22.), Abdullah Koni (77.) | Dương Hồng Sơn (42.), Nguyễn Minh Chuyên (90.+3’) | Vietnam |
| 2. Spieltag                                                                    | | |         |
| 12. Juli 2007 um 19:35 Uhr (14:35 Uhr MESZ) in Hanoi (Mỹ-Đình-Nationalstadion) | | |         |
| Zuschauer: 40.000                                                              | | |         |
| Schiedsrichter: Masoud Moradi ( Iran)                                          | | |         |
| Spielbericht                                                                   | | |         |

## Vereinigte Arabische Emirate – Japan 1:3 (0:3)
| Vereinigte Arabische Emirate                                                   | Vereinigte Arabische Emirate | Japan | Japan |
| ------------------------------------------------------------------------------ | --- | --- | ----- |
| Vereinigte Arabische Emirate                                                   | \| 2. Gruppenspiel \| \| 13. Juli 2007 um 20:35 Uhr (15:35 Uhr MESZ) in Hanoi (Mỹ-Đình-Nationalstadion) \| \| Zuschauer: 5.000 \| \| Schiedsrichter: Satop Tongkhan ( Thailand) \| \| Spielbericht \|                                                                           | \| 2. Gruppenspiel \| \| 13. Juli 2007 um 20:35 Uhr (15:35 Uhr MESZ) in Hanoi (Mỹ-Đình-Nationalstadion) \| \| Zuschauer: 5.000 \| \| Schiedsrichter: Satop Tongkhan ( Thailand) \| \| Spielbericht \|                                                            | Japan |
| Vereinigte Arabische Emirate                                                   | Majed Nasir – Rashid Abdulrahman al-Hawsani, Haider Alo Ali, Basheer Saeed, Humaid Fakher – Abdulraheem Jumaa , Essa Ali (46. Saeed al-Kass), Hilal Saeed – Khalid Darwish (46. Ahmed Mubarak), Ismail Matar, Mohammad al-Shehhi (56. Mohammed Qassim) Cheftrainer: Bruno Metsu | Yoshikatsu Kawaguchi – Yūichi Komano, Akira Kaji, Yūji Nakazawa – Yūki Abe, Yasuhito Endō, Shunsuke Nakamura (71. Kōki Mizuno), Keita Suzuki (77. Yasuyuki Konno), Kengo Nakamura – Seiichirō Maki, Naohiro Takahara (66. Naotake Hanyu) Cheftrainer: Ivica Osim | Japan |
| Vereinigte Arabische Emirate                                                   | 1:3 Saeed al-Kass (66.) | 0:1 Naohiro Takahara (22.) 0:2 Naohiro Takahara (27.) 0:3 Shunsuke Nakamura (42., Foulelfmeter) | Japan |
| Vereinigte Arabische Emirate                                                   | Essa Ali (34.), Majed Naser (40.), Alo Ali (52), Saeed al-Kass (79.) | Shunsuke Nakamura (42.), Yoshikatsu Kawaguchi (83.) | Japan |
| Vereinigte Arabische Emirate                                                   | Basheer Saeed (53.) | | Japan |
| 2. Gruppenspiel                                                                | | |       |
| 13. Juli 2007 um 20:35 Uhr (15:35 Uhr MESZ) in Hanoi (Mỹ-Đình-Nationalstadion) | | |       |
| Zuschauer: 5.000                                                               | | |       |
| Schiedsrichter: Satop Tongkhan ( Thailand)                                     | | |       |
| Spielbericht                                                                   | | |       |

## Vietnam – Japan 1:4 (1:2)
| Vietnam                                                                        | Vietnam | Japan | Japan |
| ------------------------------------------------------------------------------ | --- | --- | ----- |
| Vietnam                                                                        | \| 3. Spieltag \| \| 16. Juli 2007 um 17:20 Uhr (12:20 Uhr MESZ) in Hanoi (Mỹ-Đình-Nationalstadion) \| \| Zuschauer: 40.000 \| \| Schiedsrichter: Matthew Breeze ( Australien) \| \| Spielbericht \|                                                                                  | \| 3. Spieltag \| \| 16. Juli 2007 um 17:20 Uhr (12:20 Uhr MESZ) in Hanoi (Mỹ-Đình-Nationalstadion) \| \| Zuschauer: 40.000 \| \| Schiedsrichter: Matthew Breeze ( Australien) \| \| Spielbericht \|                                                          | Japan |
| Vietnam                                                                        | Dương Hồng Sơn – Phùng Văn Nhiên, Nguyễn Huy Hoàng, Vũ Như Thành, Huỳnh Quang Thanh – Nguyễn Minh Phương (80. Phan Thanh Bình), Lê Tấn Tài (74. Đoàn Việt Cường), Nguyễn Minh Chuyên, Nguyễn Vũ Phong, Phan Văn Tài Em (65. Phùng Công Minh) – Lê Công Vinh Cheftrainer: Alfred Riedl | Yoshikatsu Kawaguchi – Yūichi Komano, Akira Kaji, Yūji Nakazawa – Yūki Abe, Yasuhito Endō (68. Kōki Mizuno), Shunsuke Nakamura (61. Naotake Hanyu), Keita Suzuki, Kengo Nakamura – Seiichirō Maki (68. Hisato Satō), Naohiro Takahara Cheftrainer: Ivica Osim | Japan |
| Vietnam                                                                        | 1:0 Keita Suzuki (8., Eigentor) | 1:1 Seiichirō Maki (12.) 1:2 Yasuhito Endō (31.) 1:3 Shunsuke Nakamura (53.) 1:4 Seiichirō Maki (59.) | Japan |
| Vietnam                                                                        | Phùng Công Minh (83.), Lê Công Vinh (87.) | Naotaka Hanyu (89.) | Japan |
| 3. Spieltag                                                                    | | |       |
| 16. Juli 2007 um 17:20 Uhr (12:20 Uhr MESZ) in Hanoi (Mỹ-Đình-Nationalstadion) | | |       |
| Zuschauer: 40.000                                                              | | |       |
| Schiedsrichter: Matthew Breeze ( Australien)                                   | | |       |
| Spielbericht                                                                   | | |       |

## Katar – Vereinigte Arabische Emirate 1:2 (1:0)
| Katar                                                                            | Katar | Vereinigte Arabische Emirate | Vereinigte Arabische Emirate |
| -------------------------------------------------------------------------------- | --- | --- | ---------------------------- |
| Katar                                                                            | \| 3. Spieltag \| \| 16. Juli 2007 um 17:20 Uhr (12:20 Uhr MESZ) in Ho-Chi-Minh-Stadt (Armee-Stadion) \| \| Zuschauer: 3.000 \| \| Schiedsrichter: Masoud Moradi ( Iran) \| \| Spielbericht \|                                                                            | \| 3. Spieltag \| \| 16. Juli 2007 um 17:20 Uhr (12:20 Uhr MESZ) in Ho-Chi-Minh-Stadt (Armee-Stadion) \| \| Zuschauer: 3.000 \| \| Schiedsrichter: Masoud Moradi ( Iran) \| \| Spielbericht \|                                                                                | Vereinigte Arabische Emirate |
| Katar                                                                            | Mohamed Saqr – Bilal Mohammed, Meshal Mubarak, Mostafa Abdulla (72. Mesaad al-Hamad), Abdullah Koni – Majdi Siddiq, Talal al-Bloushi, Wesam Rizik (79. Adel Lamy) – Hussein Yasser, Ali Hassan Afeef (69. Magid Mohamed), Sebastián Soria Cheftrainer: Džemaludin Mušović | Waleed Salem al-Jaberi – Rashid Abdulrahman al-Hawsani, Mohammed Qassim – Abdulraheem Jumaa, Ali Msarri, Ahmed Mubarak, Amir Murbarek (90.+1’ Hilal Saeed) – Nawaf Mubarak (81. Mohammad al-Shehhi), Ismail Matar, Saeed al-Kass (78. Faisal Khalil) Cheftrainer: Bruno Metsu | Vereinigte Arabische Emirate |
| Katar                                                                            | 1:0 Sebastián Soria (42.) | 1:1 Saeed al-Kass (60.) 1:2 Faisal Khalil (90.+4’) | Vereinigte Arabische Emirate |
| Katar                                                                            | Sebastián Soria (33.), Majdi Siddiq (45.+3’), Abdullah Koni (46.), Meshal Mubarak (64.), Mostafa Abdulla (69.), Magid Mohamed (89.) | Rashid Abdulrahman al-Hawsani (40.), Ahmed Murbarek (77.), Ismail Matar (90.+2’) | Vereinigte Arabische Emirate |
| 3. Spieltag                                                                      | | |                              |
| 16. Juli 2007 um 17:20 Uhr (12:20 Uhr MESZ) in Ho-Chi-Minh-Stadt (Armee-Stadion) | | |                              |
| Zuschauer: 3.000                                                                 | | |                              |
| Schiedsrichter: Masoud Moradi ( Iran)                                            | | |                              |
| Spielbericht                                                                     | | |                              |